# 川剧

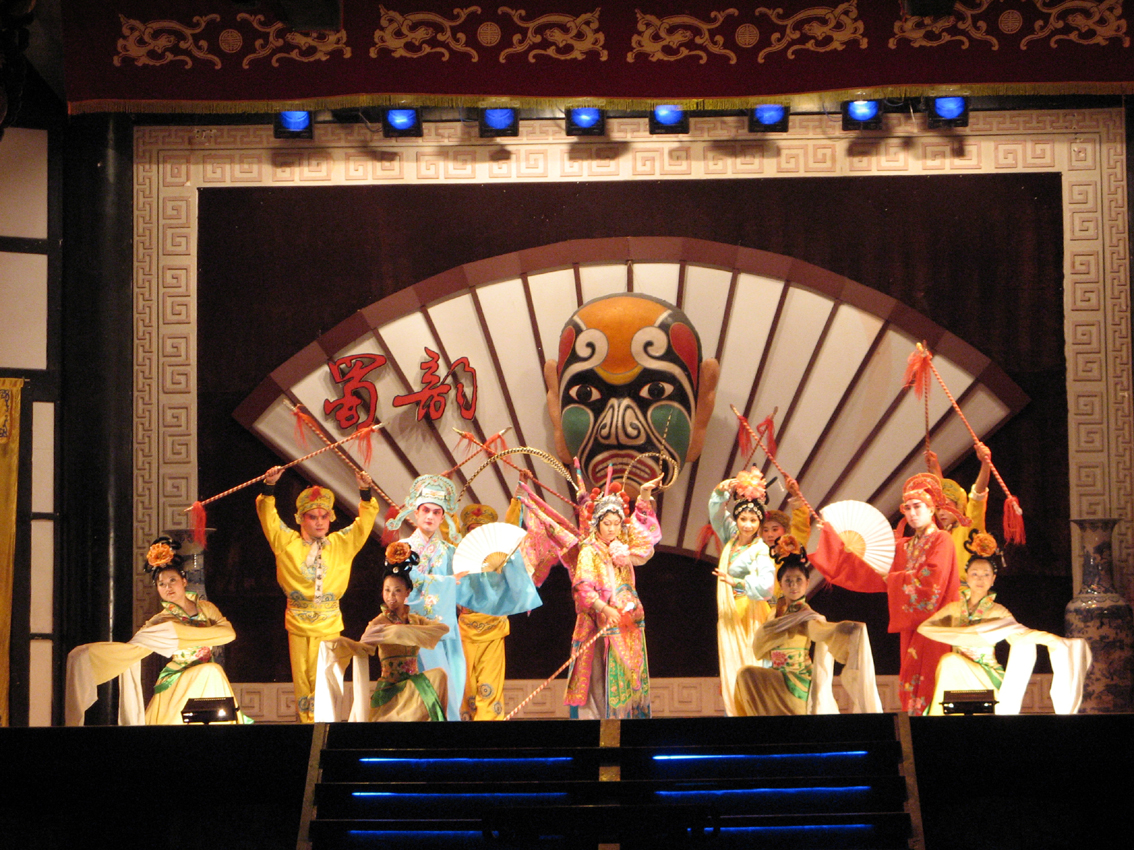
武侯祠戏台的川剧表演

川剧，又称川戏，中国西南地区戏曲之一，形成于清朝中期乾隆年间，流行于四川省、重庆市，以及云南省、贵州省、湖北省的部分地区。川剧有高腔、昆腔、胡琴、弹腔、灯调等五种声腔，而與其他劇種不同的地方在於特別高的高腔。川劇中最有名的技巧是變臉，为人们所熟知。川剧名列于2006年5月20日公布的第一批518项国家级非物质文化遗产代表性项目名录之内。

## 歷史

### 明朝以前
川剧的起源可以追溯到先秦乃至更早的时期，而后两汉的角抵百戏，为早期的川剧奠定了基础。战国名篇《宋玉对楚王问》中有“其为下里巴人，国中属而和者数千人”。所谓“下里巴人”，即是四川民间歌舞或者歌者舞者的代称。据《太平广记》及《稗史汇编》等文献记载，自蜀郡守李冰起，便有《斗牛》之戏。三国时期，更是出现了四川第一曲讽刺喜剧《忿争》，可谓川剧喜剧的鼻祖。
唐至五代时期，流行杂剧，是四川戏剧最为鼎盛之期，出现了“蜀技冠天下”的局面。这一时期常演的剧目有《刘辟责买》、《麦秀两岐》和《灌口神》等。并出现了中国戏曲史上到目前为止最早的戏班，即《酉阳杂俎》中所载的干满川、白迦、叶硅、张美和张翱五人所组成的戏班。
宋元时期四川流行南戏、川杂剧，比较有名的曲目为《酒色财气》。

### 明清
明代“川戏”的靳广儿班曾远赴江苏，轰动南京，形成与南戏争胜的局面。。
明末清初，四川人口锐减，全国各地移民入川，史称湖广填四川。移民们带来了家乡的各种戏剧，使多种南北声腔剧种也相继流播四川各地，并且在长期的发展衍变中，以四川灯戏为基础，融合了高腔、昆腔、胡琴、弹腔等声腔，并与四川方言土语、民风民俗、民间音乐、舞蹈、融合，逐渐形成具有四川特色的声腔艺术，川剧正式形式。

### 中華民国
宣统三年(1911)，辛亥革命成功。在革命思潮推动下，主唱高腔戏班的宴乐、长乐、宾乐、翠华；演唱昆腔、弹戏、胡琴为主的太洪、舒颐和彩华等戏班，经过协商，自愿组成“三庆会”，使五种声腔融汇一炉。“三庆会”拥有康子林、萧楷成、唐广体、唐德彝、周名超、刘芷美、雷泽江等一批名角。它主张戏曲改革，在继承保留川剧传统戏的同时，创演切中时弊的时装戏，上演了《述秋瑾事》、《武昌光复记》、《西太后》等戏。“三庆会”的成立，促使川剧从广场艺术向剧场艺术发展，川剧的艺术水准和文化品位迅速提升，成为中国西南地区影响最大的地方剧种。

### 中華人民共和国

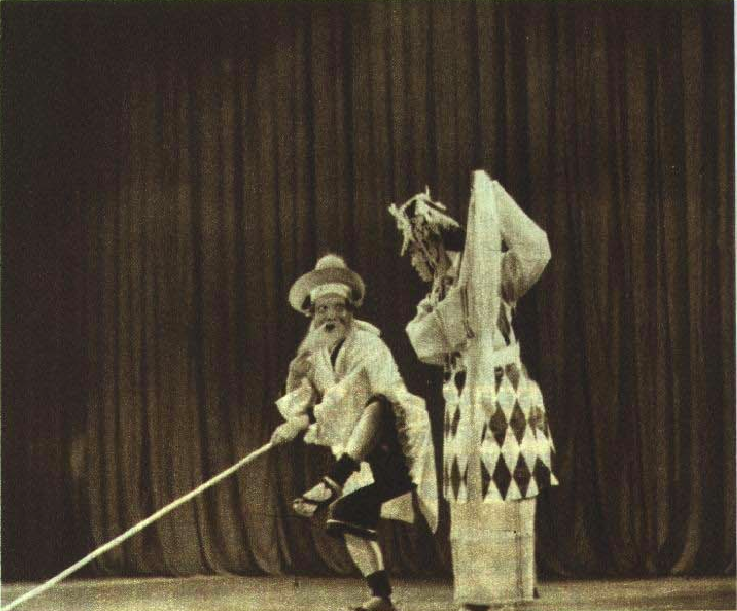
1952年川剧《秋江》

1952年，川剧代表团组织了庞大的演出团，赴京参加第一届全国戏曲观摩演出大会，《柳荫记》、《秋江》、《评雪辨踪》、《送行》、《五台会兄》等一批优秀剧目和演出获奖。
在声腔方面，主要以高腔声腔为主要对象进行革新。改用女声领腔、帮腔，选择了唱腔好、音色美的女演员充任领腔、帮腔人员。在此基础上，又有女角以女声帮腔、男角以男声帮腔和男女合声帮腔等实验，各剧团还设立女声帮腔专职人员，成为制度。改革声腔的同时，有些剧团也作了一些高腔加伴奏的革新尝试。
周恩來『在文藝工作座談會和故事片創作會議上的講話』(一九六一年六月十九日)
我看到四川一個材料。文化部一位副部長到四川說：川劇落後。得罪了四川人。當時一位同志回答：落後不落後要由四川七千萬人去回答、去決定。我看這位同志很勇敢，回答得好！人民喜聞樂見，你不喜歡，你算老幾？上海人喜愛評彈、淮劇、越劇，要你北京人去批准幹什麼？領導人可以有喜好，有人愛看戲，有人愛看畫，有人愛古董，這有什麼關係？我們看了戲說好，不一定就好，我們的話靠不住，各人有各人的愛好，怎能作為標準？藝術是要人民批准的。只要人民愛好，就有價值。

“文革”期间，一百多个川剧团横遭解体，一大批著名演员、导演、作家、艺术家被打成“牛鬼蛇神”，或扫地出门，或调到“土劳改队”去“劳改”，有的甚至迫害致死。“文革”后，川剧很快得到复苏。四川省文化局在宣布分批开放传统剧目的同时，举办文艺调演，促进了创作和演出。恢复了四川省川剧学校，更名成立了四川省川剧艺术研究所，复建了四川省川剧院等单位。由峨嵋电影制片厂拍摄的种剧集锦《川梅吐艳》，在全省及全国放映。1979年，国庆三十周年时节，川剧《卧虎令》、《修不修》等进京演出并获奖。1980年戏曲季刊《川剧艺术》问世。

## 行当
戏剧内的角色，被川剧称为行当。川剧的行当有生、旦、净、末、丑、杂等6类。

### 化妆
川剧化装，其精致与艺术性，不亚于京剧，净和丑都有脸谱，丑角的脸谱是在鼻梁上涂白色方块，人们称为“化鼻梁”，有正面人物，也有反面人物，寓庄于谐；净角，又称为“花脸”，脸谱造型丰富多彩，忠奸分明，黑色代表刚毅正直，白色代表奸诈狠毒，红色代表忠勇性烈，绿色代表侠骨义肠，蓝色代表刚强坚毅，黄色代表残忍暴虐，金银脸代表神圣威严。

### 戏装
川剧戏装有很多种，包括蟒袍、靠子、官衣、褶子等，

## 流派
川剧在长期发展过程中，由于各种声腔流行的地区和艺人师承关系的不同，在表演方面形成了川剧的几种流派，有旦行的浣(花仙)派、丑行傅(三乾)派、曹(俊臣，武生、武丑，有“曹大王”的赞称)派等，主要以杰出艺人称派。同时，还有因河道，也就是流行地区不同而被分为：川西派、资阳河派、川北派、川东派四派，就是川剧界所谓的“四条河道”。川剧和各类曲艺不存在标准音，“四条河道”均拥有各自的文化中心，以川剧为例，分为有川西坝派（以成都市、温江县为中心，演员使用中派成都话，无梅花音）、资阳河派（以自贡市、内江县为中心，标准腔调是资中话）、川北河派（以南充县、三台县为中心，无特定标准音，在南充话n/l不分、f/h不分的基础上受秦腔影响较多，多衬字、鼻音重）和下川东派（以重庆市为中心，受汉剧、京剧影响大，语言多样化，通常在重庆话的基础上夹杂武汉话和京剧念白）
- 川西派，包括以成都为中心的川西坝子各县，以高腔、灯戏为主，形成独特的“坝调”；
- 资阳河派，包括自贡及内江各县，以高腔为主，艺术风格最为谨严；
- 川北派，包括南充及绵阳、广元的部分地区，以唱弹戏为主，受秦腔影响校多；
- 川东派，包括以重庆为中心的川东地区，以胡琴为主。

## 特点
高腔是川剧中最有特色、最有代表性的一种声腔形式，主要特点是：行腔自由，为徒歌式，不用伴奏，只用一副拍板和鼓点调剂节奏高腔的唱腔高昂响亮，婉转悠扬，铿锵有力，并有帮腔和之。打击乐采用大锣大鼓，贯穿于曲牌始终，使帮、打、唱三者紧密结合在一起。在演唱过程中，宣叙调与咏叹调交替使用，帮腔与唱腔互为增辉，加之以密锣紧鼓的配合，能使舞台气氛变化无穷。
高腔音乐最有特色的还有它的帮腔。以前，川剧的帮腔主要是由鼓师领腔，其它乐工人员帮腔。近几十年来，专门配备了嗓音较好的女帮腔队。帮腔可起到定调，描述环境，制造舞台气氛，提示剧中人物的内心感情，代表第三者对剧中人物的评价等作用。
川剧语言生动活泼，幽默风趣，充满鲜明的地方色彩和浓郁的生活气息。在川剧群众演出中，最为吸引人的便是生活化的剧目内容，诙谐的言语，常常引来观众喝彩连连，大笑不止。
川剧锣鼓在川剧音乐中起着举足轻重的作用，除在戏中伴奏外，还直接表现剧中人物的思想感情。常用的小鼓、堂鼓、大锣、大钹、小锣统称为“五方”，加上弦乐、唢呐为六方，由小鼓指挥。演唱时，由于锣鼓贯穿其间，使唱、做、念、打几方面能有机地结合在一起，形成川剧艺术特有的风格。同时，川剧锣鼓在整个川剧舞台艺术中起着特殊重要的作用，仅锣鼓曲牌就有三百支左右。川剧锣鼓还常用作为音响效果，行船时双桨划动的声音、潺潺的流水声、哗哗奔流的滩声、飒飒的风声和洒洒的雨声，以及搬动沉重物体的撞击声等，都能比较真实生动地表现出来。

## 表演工艺

### 唱腔
在川剧实际形成的过程中，外来的昆、高、胡、弹声腔，各有其先后传入和演变的过程，源于本土的灯戏，也吸收了江南塞北的民间小调，才逐渐形成自己的声腔。
- 川昆，指川剧的昆腔，由来自江苏的昆曲演变而成。江苏的昆曲(简称苏昆)于明代后期流入四川。入清以后，随着朝廷大量移民和入川官宦、社会名流嗜好昆曲，携带家班成风，昆曲也随之入川。昆腔到了四川后，保留了原先的曲调，但为适应四川观众的观赏需要，唱白都改用了四川方言，成为“川昆”，并与高腔、胡琴、弹戏等声腔及川剧锣鼓相结合，以“二下锅”、“三下锅”的组腔形式进行演出，或以“昆头子”(昆腔曲牌与其它声腔的组腔方式)溶入戏中。同时，又习惯地把吹腔溶进昆曲声腔。昆曲就是在长期与四川方言、民间音乐、川剧锣鼓的结合中，逐渐演变为具有四川演唱特色的昆曲-川昆。1912年，昆曲戏班“舒颐班”入盟“三庆会”，昆腔成为川剧五种声腔之一。

- 高腔，是川剧中最有特色、最有代表性的一种声腔形式，主要特点是：行腔自由，为徒歌式，不用伴奏，只用一副拍板和鼓点调剂节奏高腔的唱腔高昂响亮，婉转悠扬，铿锵有力，并有帮腔和之。打击乐采用大锣大鼓，贯穿于曲牌始终，使帮、打、唱三者紧密结合在一起。在演唱过程中，宣叙调与咏叹调交替使用，帮腔与唱腔互为增辉，加之以密锣紧鼓的配合，能使舞台气氛变化无穷。高腔从江西弋阳腔发展而来，清雍正二年(1724)，成都有高腔戏班“老庆华班”。到了清代乾隆年间，已经传入四川，时称“清戏”。高腔是一种一唱众和的徒歌式声腔，不托管弦，吟唱口语化，而且曲牌众多，又有帮腔、打击乐(锣鼓伴奏)烘托，特色鲜明，个性突出，深受四川人民喜爱。它与四川方言及本地的秧歌说唱等民间艺术结合，不断丰富自身表现力，形成了自己的独特风格。民国元年，高腔戏班宴乐班等与其它声腔戏班，组成“三庆会”，高腔声腔，逐渐成为川剧的主要声腔。
- 胡琴腔，又叫“丝弦子”，因由“小胡琴”为主奏乐器，所以得此名，它从徽调、汉调发展而来，并吸收了陕西汉中二簧的成分，也是西皮、二簧俱全，但是它的腔调、板式、过门等都有自己的特点，而且是用四川方言演唱的。胡琴腔在四川流行约在清乾隆年间，之后，与四川方言、音乐，尤其是川剧锣鼓以及与其它声腔相结合，逐渐“川化”，先以“两下锅”，“三下锅”形式组合演出，后又有几腔合班的戏班式组合演出。民国元年，胡琴腔戏班正式入盟“三庆会”，成为五腔共和的川剧声腔。
- 弹戏，又叫“川梆子”、“盖板子”，它是秦腔在四川的流变。秦腔入川较早，一种说法是明末清初李自成、张献忠入川时带入的。另外一种说法是清康熙年间。秦腔在四川演变过程中，首先为适应四川观众的习惯，改“陕白”为“川白”，同时又与胡琴、高腔等声腔和川剧锣鼓，逐渐结合，或组腔演出，不少川剧剧目是以弹戏为主腔，又溶入胡琴、灯调的。“三庆会”成立后，弹戏戏班太洪班等入盟，弹戏成为川剧五种声腔的组成部分。弹戏包括情绪极不相同的两类曲调：一类叫“甜平”，表现欣喜、欢乐的感情。一类叫“苦平”，表现悲哀、凄苦的感情。板式有“一字”、“二流”、“三板”、“垛板”、“倒板”等。
- 灯调，是源自四川民间灯会习俗和民间歌舞、音乐，主要声腔是以“胖筒筒”伴奏和以民间小曲。亦称“胖筒筒”。它在发展过程中，吸收了南北小曲，并由元宵灯会习俗中发展为常年演出。灯调乐曲一般比较短小，节奏鲜明，旋律明快，听来有轻松活泼的感觉，长于表现诙谐风趣的喜剧场面。灯调在运用时，也采用曲牌相连接的形式，但因乐曲比较短小，一般只四句、六句或上下句，所以演唱时，一首(段)乐曲大多配上若干不同的唱词反复地唱。曲牌(调)较多。伴奏乐器主要是“大筒筒胡琴”，这种胡琴的琴杆粗而短，琴筒较大，音略带“嗡”音，共和国后加进了川二胡之类的弦乐器[6]。

### 绝技

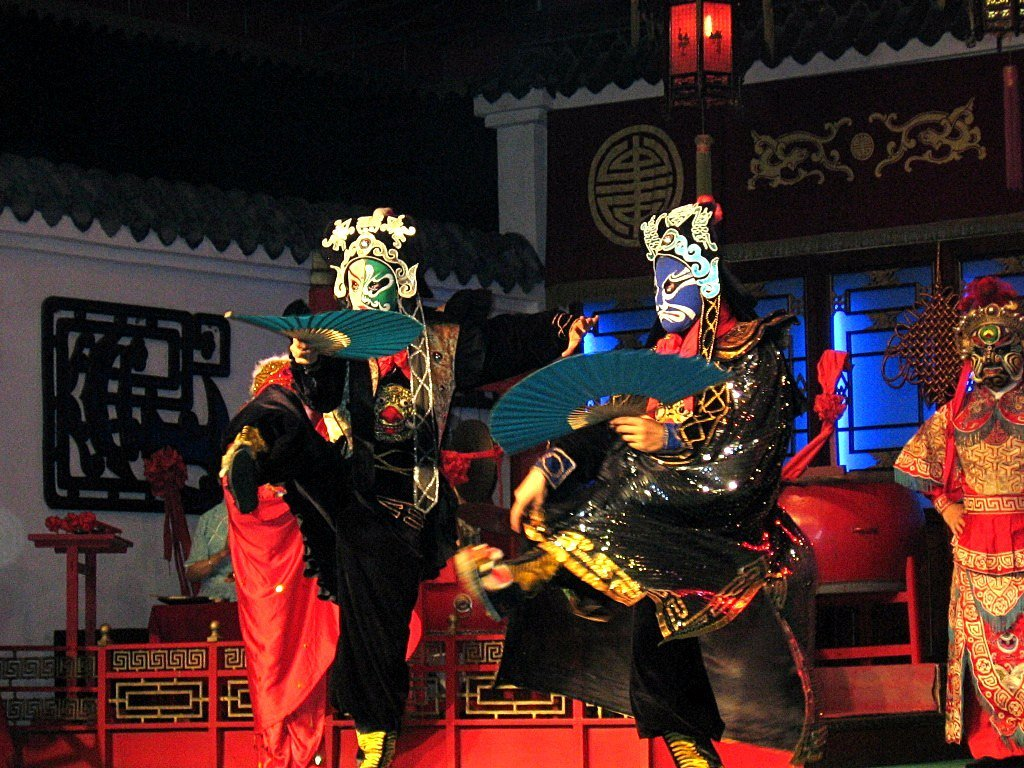
成都茶馆裡的川剧表演——变脸

川剧绝活变脸是在近三十年日渐衰微态势下的地方戏曲中少有的亮点。表演者可在演出过程中不断地变换出十多个脸谱。有的演员还利用身体条件和器材大胆创新，与杂技、杂耍相接合，可以表演托举、钻火圈、水袖、藏刀、空中飞人等绝活。

## 音乐
川剧音乐独具特色。其打击乐非常精彩，川剧锣鼓是各种剧种打击乐中最优秀的，它音响强烈，节奏鲜明、多变，音色别具一格，牌子非常复杂，极其多样，贯穿五种声腔，与演员的唱、做、念、打丝丝相扣；川剧的吹打乐也是川剧中最重要的内容，有许多唢呐曲牌和锣鼓套打；川剧丝竹乐常用胡琴、笛子曲牌演奏，使用上，昆腔用曲笛，胡琴腔用小胡琴，弹戏用盖板，灯戏用“迷胡子”伴奏，音乐风格多样，极富艺术特色。

## 剧目
川剧剧目很丰富，有“唐三千，宋八百，数不完的三、列国”之说，仅传统剧目就有2000余种，收录《川剧剧目词典》的剧目词条有6000条，常见于舞台的剧目有100多种。其中不乏源自宋元南戏、元杂剧、明传奇与诸多古老声腔剧种经典剧目的丰富遗存，更有历代巴蜀文人如赵熙、黄吉安、尹仲锡、刘怀叙、冉樵子、赵循伯、徐文耀、吴伯祺、李明璋、魏明伦、徐棻等人的卓越贡献，传统戏中有代表性的剧目有：
- 高腔高腔部分的遗产最为丰富，艺术特色亦最显著，有所谓“五袍”、“四柱”、“江湖十八本”。“五袍”即《青袍记》（又名《五福堂》，写梁灏82岁中状元事）、《黄袍记》（又名《佛儿卷》写释迦牟尼成佛事）、《白袍记》（写薛仁贵事）、《红袍记》（即《白兔记》）、《绿袍记》（即《绿袍相》、《拷春桃》）。“四柱”即《碰天柱》（写共工怒触不周山事）、《水晶柱》（写观音差韦陀收滥龙和水龙事）、《九龙柱》（写闻太师升天故事）、《五行柱》（写孙悟空大闹天宫事）。“江湖十八本”即《幽闺记》《彩楼记》《木荆钗》、《玉簪记》、《白罗帕》、《百花亭》、《葵花井》、《鸾钗记》又名《放白蛇》、《白鹦鹉》、《三孝记》、《槐荫记》、《中三元》、《聚古城》、《铁冠图》、《全三节》、《汉贞烈》、《五贵联芳》、《蓝关走雪》等。此外还有《金印记》、《琵琶记》、《红梅记》、《班超》（即《投笔记》）高腔4大本。
- 弹戏的剧目以《春秋配》、《梅绛亵》、《花田错》、《苦节传》4大本为代表。
- 胡琴剧目多演三国、列国故事，以清末作家黄吉安编写的“黄本”最为驰名，如《青陵台》《三伐宋》《神农涧》、《审吉平》、《柴市节》、《三尽忠》、《绵竹关》、《江油关》等。
- 昆腔剧目保留不多，常见的只有《议剑献剑》、《东窗修本》、《醉皂》《醉打》、《坠马》及《和番》、《刀会》等。
- 灯戏剧目有《请长年》、《拜新年》、《打面缸》、《五子告母》、《裁衣》等。在文人作品中，赵熙《情探》、冉樵子的《刀笔误》和尹仲锡的《离燕哀》，都是较好的剧目。

1949年以后，相继鉴定了剧目321个，整理出版了116个。其中《柳荫记》、《彩楼记》、《玉簪记》、《拉郎配》、《鸳鸯谱》、《御河桥》、《乔老爷奇遇》、《焚香记》、《芙奴传》、《金山寺》等，在国内外观众中获得好评。编演的历史故事戏和现代戏也不少，如作家李明璋所编的《和亲记》《夫妻桥》、《望娘滩》、《丁佑君》以及其他剧作者编写的《红杜鹃》、《宜宾白毛女》、《许云峰》、《江姐》、《急浪丹心》、《易胆大》、《四姑娘》等。

## 著名演员
自清代开始，便涌现出难以数计的川剧表演艺术家，如乾隆年间的魏长生，咸丰、同治年间的肖遐亭、岳春等，光绪、宣统年间的傅三乾、黄金凤等，清末民初的杨素兰、康子林、唐广体、浣花仙等，民国年间的萧楷成、天籁、曹俊臣、鄢炳章等。共和国后，有老一辈的如贾培之、张德成、周海滨、周慕莲、吴晓雷等；中年一代有刘成基、周裕祥、周企何、陈全波、阳友鹤、薛艳秋、姜尚峰、袁玉昆、曾荣华等正是如日中天；青年一代有陈书舫、竞华、杨淑英、许倩云、司徒慧聪、李笑非、謝平安等；后起之秀有赵又愚、蓝光临、张巧凤、刘世玉等。

## 外部連結
- 四川川剧 （页面存档备份，存于）
- 中國川劇網